# Ізабелла Ебботт
Ізабелла Ебботт (англ. Isabella Aiona Abbott; 1919 — 2010) — американська (гавайська) ботанік і фіколог. Ізабелла Ебботт є автором понад сотні таксонів водоростей. На честь Ізабелли Ебботт назва кільки родів та видів водоростей.

## Біографія
Ізабелла Ебботт народилася 20 червня 1919, в Гані, Мауї, Територія Гаваї. Її мати була переважно гавайського походження, а батько був китайцем. Дівчинкою Ізабелла і її молодший брат, Франк, часто супроводжували свою матір до берега моря, щоб збирати морські водорості для приготування традиційної гавайської їжі. Еббот відвідувала школи Камехамеа на Гаваях, закінчивши там навчання 1937 року. Вона зустрілася з Доном Ебботтом в Гавайському університеті, коли обоє були студентами. Еббот отримала ступінь бакалавра з ботаніки в Гавайському університеті в Маноа в 1941 році, а в 1942 році отримала ступінь магістра в Мічиганському університеті.
Отримала ступінь в Каліфорнійському університеті в Берклі в 1950 році, а потім почала працювати професором в Стенфордському університеті, де вона викладала протягом 30 років, перш ніж переїхати на Гаваї. Вона є автором понад 150 публікацій і вважається світовим експертом з гавайських морських водоростей. У 1997 році отримала Медаль Гілберта Моргана Сміта Національної академії наук США.

## Публікації
- Isabella A. Abbott (1947). Brackish-Water Algae from the Hawaiian Islands. Pacific Science.
- Isabella A. Abbott (1961). On Schimmelmannia from California and Japan.
- Gilbert Morgan Smith; George J. Hollenberg; Isabella A. Abbott (1969). Marine Algae of the Monterey Peninsula, California. Stanford University Press. ISBN 978-0-804740197. Архів оригіналу за 7 квітня 2022. Процитовано 19 січня 2022.
- Isabella A. Abbott (1970). Yamadaella, a new genus in the Nemaliales (Rhodophyta). Phycologia
- Isabella A. Abbott; Munenao Kurogi (1972). Contributions to the systematics of Benthic Marine Algae of the North Pacific: Proceedings of a seminar on the contributions of culture, laboratory, field and life history studies to the systematics of benthic marine algae of the Pacific ; Japan–U.S. cooperative science program, August 13–16, 1971. Sapporo, Japan: Japanese Society of Psychology.
- Isabella Aiona Abbott; Eleanor Horswill Williamson (1974). Limu: an ethnobotanical study of some edible Hawaiian seaweeds. Pacific Tropical Botanical Garden.
- Isabella A. Abbott; George J. Hollenberg (1976). Marine Algae of California. Stanford University Press. ISBN 978-0-8047-2152-3. Архів оригіналу за 2 липня 2021. Процитовано 19 січня 2022.
- Elmer Yale Dawson; Isabella Aiona Abbott (1978). How to know the seaweeds. W. C. Brown Company. ISBN 978-0-697-04892-9. Архів оригіналу за 3 липня 2021. Процитовано 19 січня 2022.
- Isabella Aiona Abbott (March 1992). Lā'au Hawai'i: traditional Hawaiian uses of plants. Bernice Pauahi Bishop Museum Press. ISBN 978-0-930897-62-8. Архів оригіналу за 7 липня 2021. Процитовано 19 січня 2022.
- Isabella A. Abbott (1995). Taxonomy of Economic Seaweeds With reference to some Pacific species. California Sea Grant College Program. Eight volume series from an international workshop hosted by the University of Hawaii, Honolulu, July 1993
- Isabella A. Abbott (April 1996). New Species and Notes on Marine Algae from Hawai'i. Pacific Science. University of Hawai'i Press.
- Isabella A. Abbott (July 1996). Ethnobotany of seaweeds: clues to uses of seaweeds. Hydrobiologia. Kluwer Academic Publishers.
- Alan J.K. Millar; Isabella A. Abbott (1997). The new genus and species Ossiella pacifica (Griffithsieae, Rhodophyta) from Hawaii and Norfolk Island, Pacific Ocean. Journal of Phycology.
- G.T. Kraft; Isabella A. Abbott (1997). Platoma ardreanum (Schizymeniaeae, Gigartinales) and Halymenia chiangiana (Halymeniaceae, Halymeniales), two new species of proliferous, foliose red algae from the Hawaiian Islands. Cryptogamie, Algologie.
- Isabella Aiona Abbott (1998). Some new species and new combinations of marine red algae from the central Pacific. Phycological Research.
- Isabella Aiona Abbott (1999). Marine red algae of the Hawaiian Islands. Bernice Pauahi Bishop Museum Press. ISBN 978-1-58178-003-1. Архів оригіналу за 3 липня 2021. Процитовано 19 січня 2022.
- Isabella Aiona Abbott; John Marinus Huisman (April 2004). Marine green and brown algae of the Hawaiian Islands. Bernice Pauahi Bishop Museum Press. ISBN 978-1-58178-030-7. Архів оригіналу за 1 липня 2021. Процитовано 19 січня 2022.
- Isabella A. Abbott; John Marinus Huisman (June 2005). Studies in the Liagoraceae (Nemaliales, Rhodophyta) I. The genus Trichogloea. Phycological Research.
- M.S. Kim; I.A. Abbott (March 2006). Taxonomic notes on Hawaiian Polysiphonia, with transfer to Neosiphonia (Rhodomelaceae, Rhodophyta). Phycological Research.
- Isabella A. Abbott; David L. Ballantine (April 2006). Ganonema vermiculare sp nov (Liagoraceae, Rhodophyta), a new species from Puerto Rico, Caribbean Sea. Botanica Marina.
- C.F. Gurgel; R. Terada; I.A. Abbott; et al. (April 2006). Towards a global phylogeography of Gracilaria salicornia (gracilariaceae, rhodophyta), an invasive species in Hawaii, based on chloroplast and mitochondrial markers. Journal of Phycology.
- Isabella Aiona Abbott; Roger R. B. Leakey (June 2006). Craig R. Elevitch (ред.). Traditional trees of Pacific Islands: their culture, environment, and use. Permanent Agriculture Resources. ISBN 978-0-9702544-5-0. Архів оригіналу за 3 липня 2021. Процитовано 19 січня 2022.
- Isabella Aiona Abbott; John Marinus Huisman; Celia M. Smith (2007). Hawaiian Reef Plants. [Архівовано 5 липня 2021 у Wayback Machine.] Honolulu, Hawaii: University of Hawai'i Sea Grant College Program.
- Roy T. Tsuda; Isabella A. Abbott; Peter S. Vroom; et al. (April 2008). Additional marine benthic algae from Howland and Baker Islands, central Pacific. Pacific Science.
- Roy T. Tsuda; Isabella A. Abbott; Peter S. Vroom; et al. (October 2010). Marine Benthic Algae of Johnston Atoll: New Species Records, Spatial Distribution, and Taxonomic Affinities with Neighboring Islands. Pacific Science.
- Isabella A. Abbott; David L. Ballantine; Daniel C. O'Doherty (July 2010). Morphological relationships within the genus Lophocladia (Rhodomelaceae, Rhodophyta) including a description of L. kuesteri sp nov from Hawai'i. Phycologia.
- Isabella A. Abbott; David L. Ballantine (July 2012). Veleroa setteana, n. sp (Rhodophyta: Rhodomelaceae), from the Hawaiian Archipelago, including Notes on the Generitype. Pacific Science.